# Thrill of a Lifetime
Thrill of a Lifetime è il secondo album dei King Kobra, uscito nel 1986 per l'Etichetta discografica Capitol Records.

## Tracce
1. Second Time Around 4:03
2. Dream On 4:26
3. Feel the Heat 3:53
4. Thrill of a Lifetime 4:06
5. Only the Strong Will Survive	3:54
6. Iron Eagle (Never Say Die) 3:30
7. Home Street Home 4:21
8. Overnight Sensation 4:20
9. Raise Your Hands to Rock 3:47
10. Party Animal 3:53

### Tracce aggiunte nel Remaster
- 11. This Raging Fire 4:09

## Formazione
- Mark Free - voce
- David Micheal Philips - chitarra, sintetizzatori, cori
- Mick Sweda - chitarra, sintetizzatori, cori
- Johnny Rod - basso, cori
- Carmine Appice - batteria, percussioni, cori

### Altri membri
- Duane Hitchings - tastiere addizionali